# Street Parade
La Street Parade est une technoparade organisée annuellement depuis 1992 dans les rues de Zurich, le long du lac, en Suisse. En ce qui concerne la taille, elle rivalise avec la Love Parade dont elle s'inspire. La Street Parade est devenue le plus grand événement techno-party du monde à la suite de l'arrêt de la Love Parade en raison d'une tragédie survenue le 24 juillet 2010. La Street Parade est l'événement annuel le plus important à Zurich. Elle a lieu normalement début août. Elle frôle le million de participants dans ses éditions de 2012 à 2014.
Inspiré par un reportage télévisé consacré à la Love Parade de Berlin, Marek Krynski, étudiant en mathématique zurichois, soumet une demande d'autorisation à la police municipale en juin 1992 pour organiser une « Manifestation pour l'amour, la paix, la liberté, la générosité et la tolérance ».
La première édition de la Street Parade a lieu le 5 septembre 1992. Environ 1 000 personnes y prirent part, suivant les 2 love-mobiles présentes. Cette parade a obtenu au fil des années le statut d'événement techno majeur incontournable. La majorité des raveurs se déplacent de toute l'Europe jusqu'à Zurich. Pour la ville, cette manifestation est devenu un atout touristique incontournable.

## Histoire

### Création et débuts

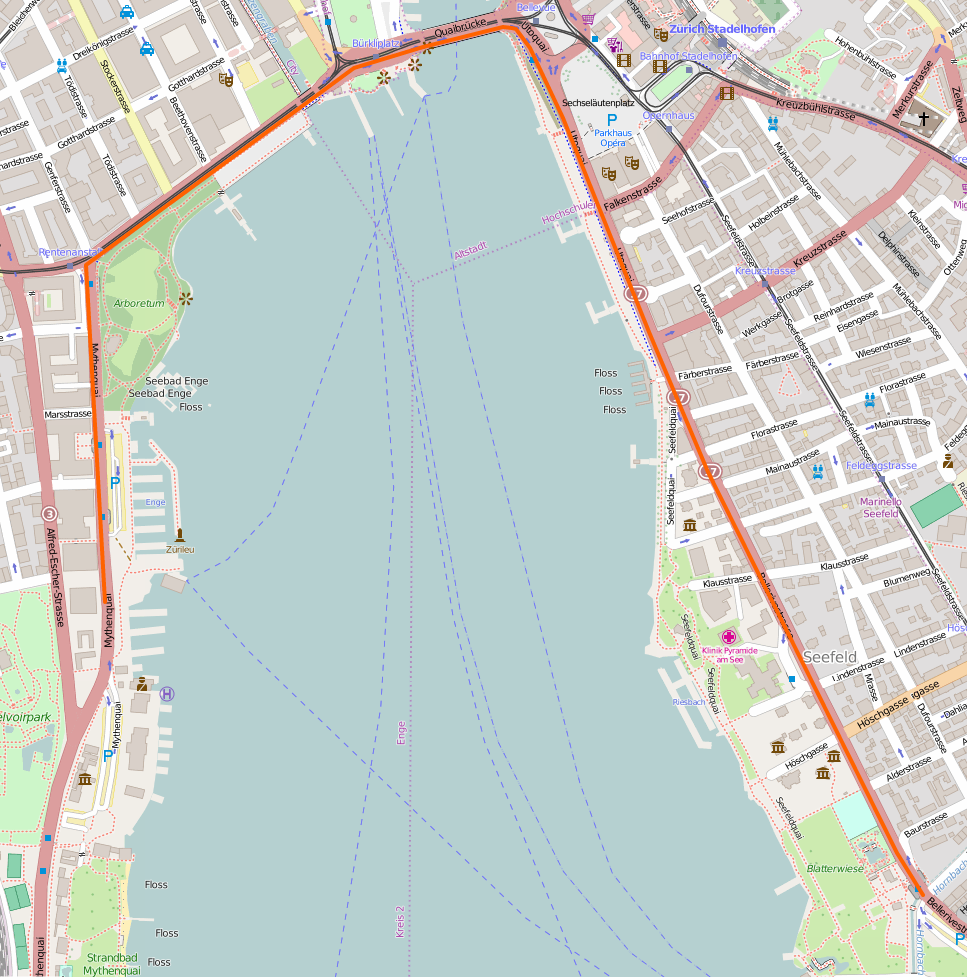
Route de la Street Parade à Zurich.

La première édition de la Street Parade se déroule le 5 septembre 1992. Environ 1 000 personnes prennent part à cette parade qui a comme parcours la Limmatquai et une partie de la très riche Bahnhofstrasse. Le départ a lieu à Hechtplatz puis direction la Limmatquai à pied, Rudolf-Brun-Brücke, Uraniastrasse sur la Bahnhofstrasse jusqu'à Bärengasse pour se terminer à Basteiplatz. Une des deux Love-Mobile connaît un problème électrique, ce qui n'a pas d'effet sur la bonne humeur générale. Lors du passage à la Bahnhofstrasse, de nombreuses personnes se joignent aux danseurs techno. Le soir a lieu la première Energyparty avec environ 6 000 personnes à Oerlikon.
En 1993, la parade n'obtient plus l'autorisation de passer par la Bahnhofstrasse. 10 000 ravers participent à cette édition, qui est devenue pour le coup une manifestation considérée comme importante. Mais la police n'attendait pas une telle affluence. La party Energy qui suit a lieu au Hallenstadion. En 1994, le chef de la police interdit dans un premier temps la Street Parade car il estime que sa taille génère trop de nuisances (déchets, bruits) pour les quelques personnes qui s'intéressent à la techno. Face à l'indignation relayée par la presse et les partis politiques, l'autorisation est finalement accordée. 40 000 personnes assistent à la parade.
120 000 personnes assistent à la parade en 1995. Cette fois la police remarque que c'est la plus grande et la plus pacifique manifestation que Zurich a connu. En 1996, c'est 350 000 personnes qui assistent à la parade. Entre 450 000 et 500 000 personnes assistent à la parade Climb and Dance en 1997. Environ 450 000 personnes assistent à la parade It's All in Your Hands en 1998. Environ 550 000 personnes assistent à la parade More than Words en 1999.

### 2000–2009

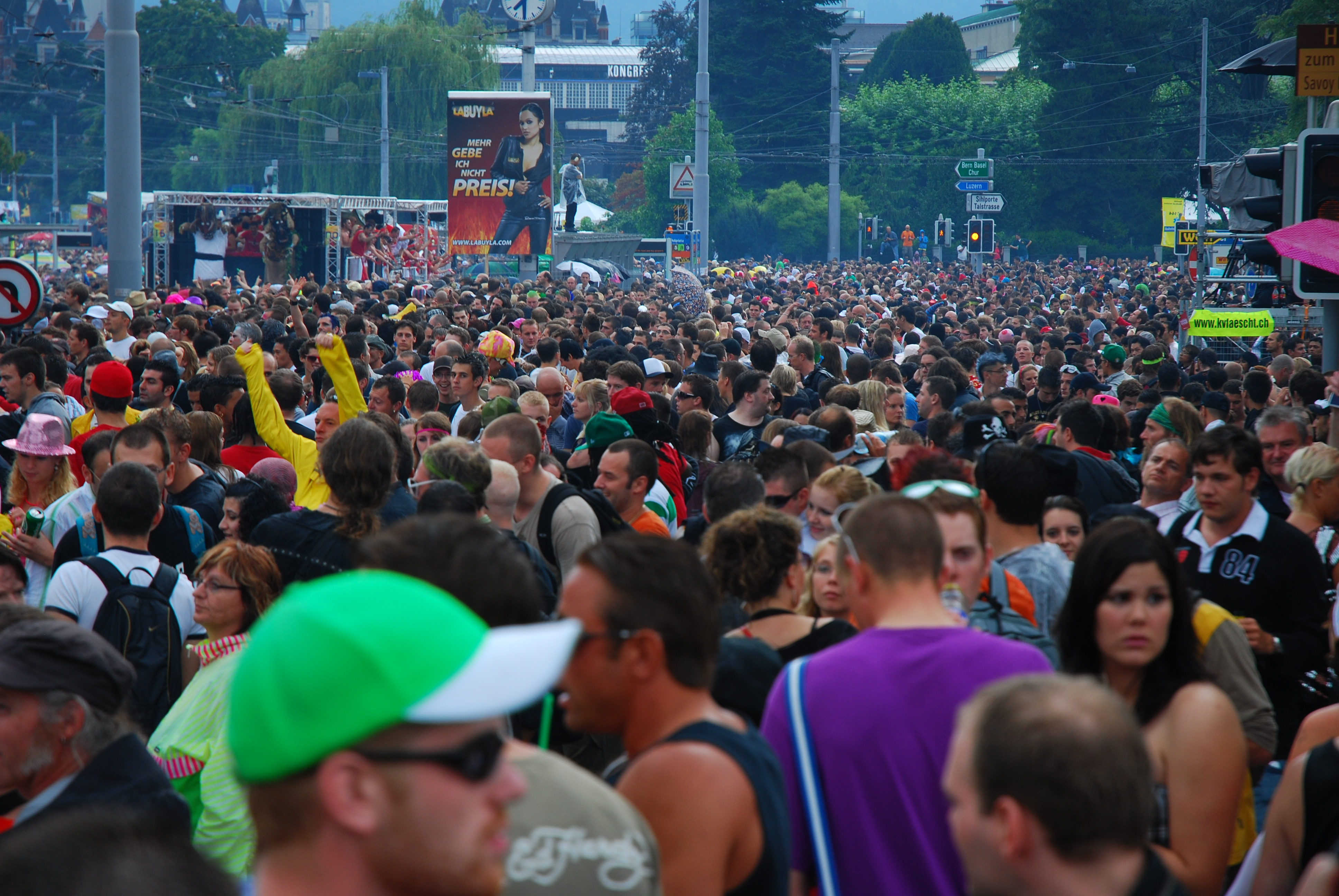
Street Parade no 18 - 8 août 2009 - Still Have a Dream

Un CD triple est proposé au tournant du millénaire, Believe in Love. l'édition de 2000 fait participer environ 750 000 visiteurs. Un autre CD triple est proposé pour l'édition 2001, Love Freedom, Tolerance. La parade de cette même année atteint pour la première fois le million de visiteurs.
En 2002 sort Peace un triple CD proposés pour cette édition. Environ 600 000 visiteurs cette année à cause de la pluie. En 2003, environ 900 000 personnes assistent à la parade Let the Sun Shine, qui a lieu durant la canicule européenne d'août 2003 par 37 °C. L'hymne officiel de la Street Parade 2003 est Let the Sun Shine par Max B. Grant. 4 CD proposés pour cette édition : L'officiel (trance), house mix, le CD Live et le maxi CD Hymn.
L'hymne de l'année 2004 est Elements of Culture par DJ Tatana. 4 CD proposés : l'officiel trance, maxi CD Hymn, House and RnB Mix, Underground Mix. L'hymne de l'année 2005 est Today is Tomorrow, également par DJ Tatana, avec la voix de Pee. Quatre CD sont proposés : le maxi CD Hymn, House Mix, Underground Mix et toujours la compilation officielle trance.
L'hymne de cette année 2006 est Move Your Mind par Friends of Street Parade, avec la voix de Sarah. 4 CD sont proposés : une officielle plutôt trance, un single avec deux versions de l'hymne, un mix house et un mix underground. Environ 800 000 visiteurs. Affluence en baisse cette année à cause d'une météo médiocre pour un mois d'août.
Le thème de l'année 2007, intitulé Respect, est le respect de l'environnement, des autres et de soi-même. Cette édition se déroule le samedi 11 août. La 17e édition de la Street Parade, Friendship, se déroule le 9 août 2008 et compte 820 000 visiteurs. Un an plus tard, environ 600 000 visiteurs assistent à l'édition 2009, Still Have a Dream. Affluence en baisse cette année à cause d'une météo médiocre pour un mois d'août comme pour 2007. Cette édition s'est déroulée le samedi 8 août sous la pluie.

### 2010–2019
L'édition de 2010, Celebrate the spirit of the Street Parade !, a lieu le samedi 14 août 2010. Elle est marquée par une minute de silence en hommage aux victimes des tristes événements de la Love Parade de Duisbourg en Allemagne. Environ 650 000 visiteurs y participent,avec une affluence en hausse cette année grâce à une meilleure météo que l'édition précédente.
La 20e édition de la Street Parade, Love, Freedom, Tolerance and Respect, se déroule en 2011 sans incident majeur. Selon les estimations des organisateurs, environ 900 000 personnes y participent cette année. Sept scènes sont installées et 29 love-mobiles ont défilé. Le Zurichois DJ Energy, avait œuvré samedi après-midi sur une scène, mais a renoncé à un engagement prévu plus tard en soirée. Il est mort dans la nuit de samedi à dimanche, a précisé un porte-parole.
En 2012, la 21e édition de la Street Parade, Follow Your Heart, se déroule sans incident majeur. Selon les estimations des organisateurs, environ 950 000 visiteurs participent cette année. Sept scènes ont été installées et 28 love-mobiles ont défilé, dont une venant de Chine. La 22e édition de la Street Parade, Dance for Freedom, se déroule le 10 août 2013. Selon les estimations des organisateurs, environ 950 000 visiteurs participent cette année avec 27 love-mobiles qui ont défilé, et huit scènes qui ont été installées.
En raison de travaux sur le Quaibrücke et à Bellevue, la Street Parade 2015 n'a lieu que le dernier week-end d'août, le 29 août 2015,. Environ un million de personnes y participent par un temps chaud. En 2016, la Streetparade a lieu le 13 août et accueille environ 900 000 visiteurs. En 2017, la Future Sound of Egypt 500 a  lieu dans le cadre de la Street Parade, le 12 août, avec des grands noms comme Aly et Fila, Madwave, The Thrillseekers, M.I.K.E., et Stoneface and Terminal. La 27e édition, Culture of Tolerance, de la Street Parade se déroule le 11 août 2018. La 28e édition, Colours of Unity, de la Street Parade se déroule le 10 août. Selon les estimations des organisateurs, environ 950 000 personnes ont participé cette année. 27 love-mobiles ont défilé, et huit scènes sont installées.

### Depuis 2020
Les éditions 2020 et 2021 sont annulées en raison de la pandémie de Covid-19. L'édition suivante de 2022 est organisé sous le slogan THINK.. L'édition 2023, I Wish, attire 920 000 visiteurs.

## Critiques
Depuis 1996, l'Antiparade a lieu le même jour à Zurich comme alternative à la Street Parade. L'Antiparade s'oppose à la commercialisation croissante de la culture club, les objectifs sont donc similaires à ceux de la Fuckparade à Berlin,.
La Rote Fabrik accueille également la Lethargy, de manière analogue à l'Energy.

### Sécurité et risques sanitaires
La sécurité n'est pas seulement due au déroulement pacifique de cette parade dansante, mais aussi et surtout aux concepts de prévention variés et équilibrés visant à réduire les risques pour la santé. Ces dernières années, le nombre de personnes traitées par les services sanitaires et hospitalisées lors de la Love Parade de Berlin a été bien plus élevé (cinq à dix fois plus) que celui de la Street Parade,. La Love Parade 2010, qui se déroule à Duisbourg, est marquée par une tragédie : 21 personnes perdent la vie dans une bousculade ; selon les organisateurs, cet événement a entraîné la fin de la Love Parade jusqu'à nouvel ordre. Bien que les conditions à Zurich soient très différentes de celles de Duisbourg et qu'un incident similaire soit difficilement imaginable, les mesures de sécurité ont également été réexaminées à cette occasion et adaptées sur certains points. 

### Déchets et assainissement

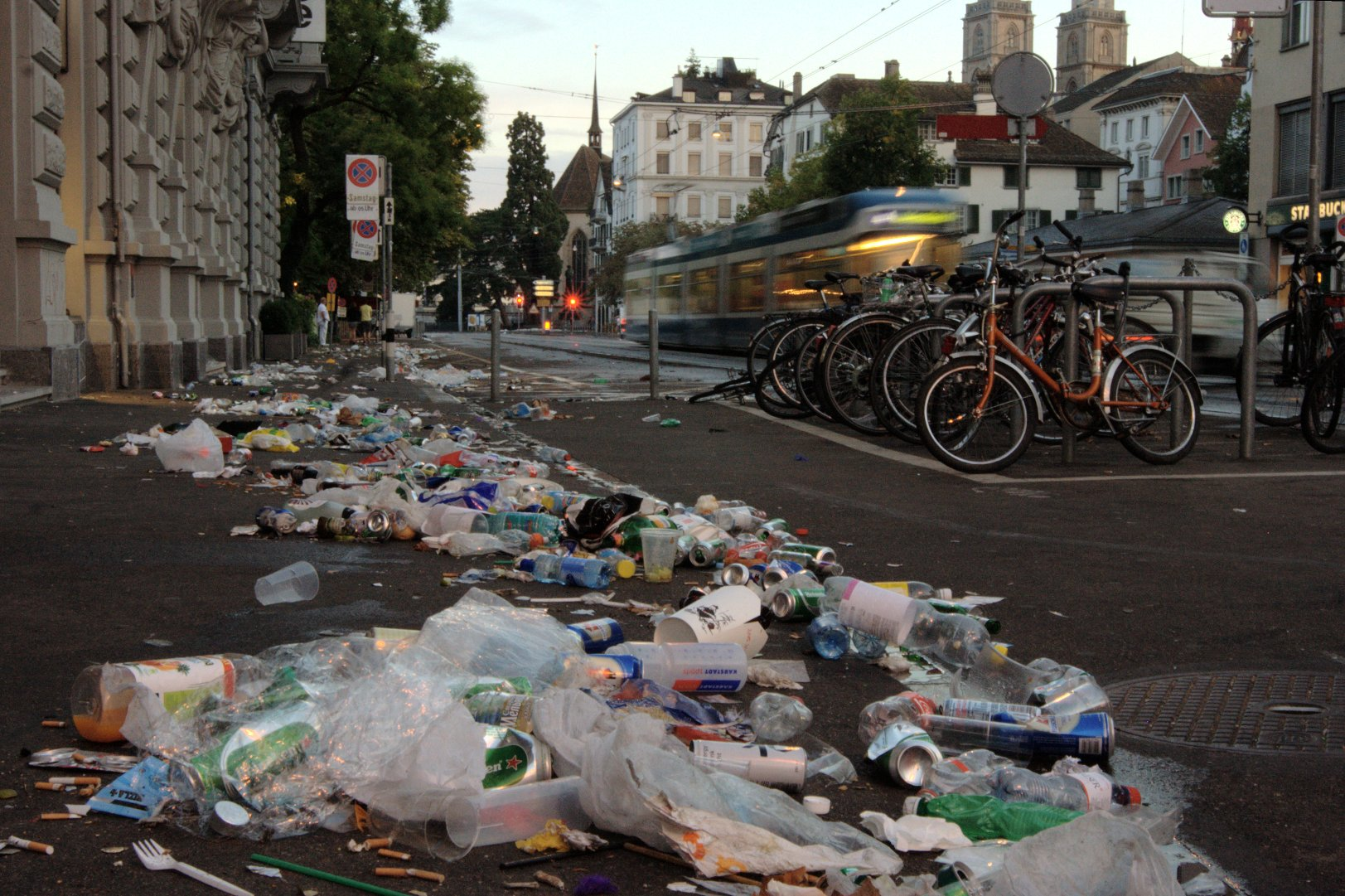
Des montagnes de déchets à l'aube après la Street Parade 2011.

Chaque année, la fête de rue génère en quelques heures de nombreuses tonnes de déchets. Après la Street Parade 2011, la ville de Zurich et des entreprises privées d'élimination des déchets ont évacué environ 88 tonnes de déchets. La coordination et la collaboration entre les organisateurs et le service d'élimination des déchets se sont bien rodées au fil des années. Avant la fin de la fête, on commence à nettoyer le parcours du défilé des déchets accumulés. La plupart du temps, les travaux de nettoyage durent jusqu'au lendemain. Pour éliminer également l'odeur d'urine, on utilise un désinfectant aromatisé. 